# Armeria euscadiensis
Armeria euscadiensis är en triftväxtart som beskrevs av Donad. och Jean Vivant. Armeria euscadiensis ingår i släktet triftar, och familjen triftväxter. Inga underarter finns listade i Catalogue of Life.

## Bildgalleri

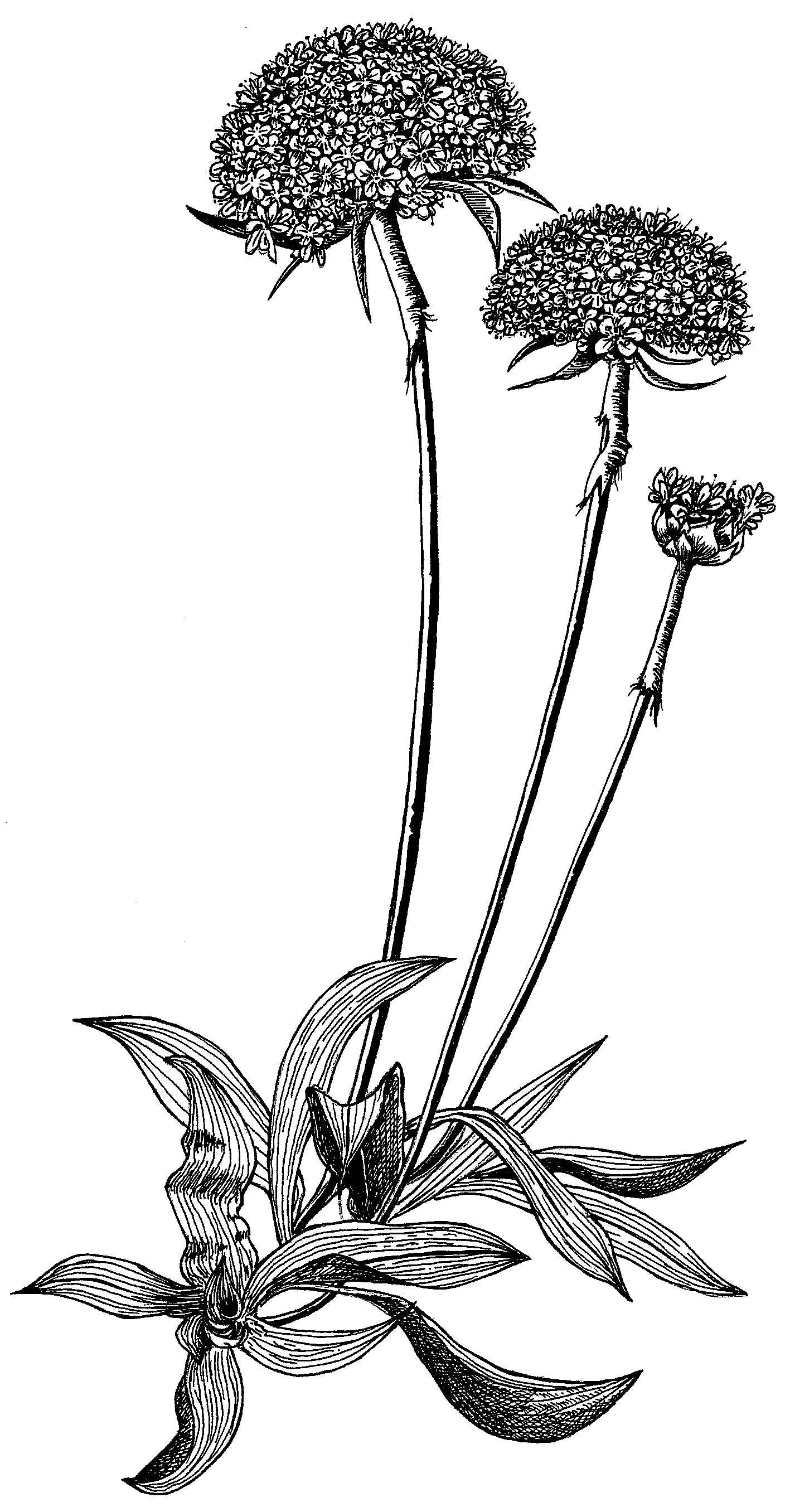